# 丰田G16E引擎
丰田G16E引擎是一款1,618 cc（98.7 cu in）直列三缸引擎，由丰田Gazoo Racing部门打造。于2020年1月在丰田GR Yaris上首次亮相。
该引擎与丰田Dynamic Force引擎系列一起开发但是专为GR Yaris打造。“在拉力赛的环境中，会使用到哪些转速区间，而在这些转速区间中，应如何发挥最佳的扭矩”——丰田以这个问题为基础，最终得出了这样的设计：它的缸径与行程几乎一样长，使得近乎方形的空间内实现了丰田推崇的急速燃烧概念。
由于WRCar的赛制要求车辆排量为1.6L，所以这套G16E-FTS的排量也设定在1618cc。
三缸的设计达成了最轻量化，同时3缸天然地不需要考虑排气干扰，使得丰田工程师得以兼顾丰盈的中低转速扭矩以及高出力和确保机器的响应速度。
由于不需要考虑排气干扰，丰田选择了结构简单、耐用、低成本易更换的涡流涡轮（BMEP，28.7 bar）加电控泄压阀，涡轮调校偏向拉力使用场景。
工程师对进气部的设计下了相当功夫，跟别的Dynamic Force Engine一样，G16E-GTS也采用了直进气通道的设计。但是，其它机型上的激光熔覆进气门座却没有出现在它身上，据丰田所讲，考虑到GR Yaris有可能会被车主拿去跑比赛，零部件也会经常更换，因此普通的气门座可能更适合车主去折腾。但据报道，丰田还是对气门座进行了一些额外的加工。
由于欧洲的排放规定，欧版引擎马力有所缩减。

## 型号
| 系列 | 型号                                                      | 应用     | 车款代号 | 马力                                  | 扭矩                                    | 年份         | 注释                     |
| ---- | --------------------------------------------------------- | -------- | -------- | ------------------------------------- | --------------------------------------- | ------------ | ------------------------ |
| G16E | G16E-GTS 日本、澳大利亚和新西兰版                         | GR Yaris | GXPA16   | 200 kW（268 hp；272 PS） at 6,500 rpm | 370 N·m（273 lb·ft） at 3,000–4,600 rpm | 2020–present | 日本市场分RC和RZ两个版本 |
| G16E | G16E-GTS 欧洲、泰国、马来、印尼、菲律宾、墨西哥、阿根廷版 | GR Yaris | GXPA16   | 192 kW（257 hp；261 PS） at 6,500 rpm | 360 N·m（266 lb·ft） at 3,000–4,600 rpm | 2020–present |                          |

### G16E-GTS
G16E-GTS装备有涡轮增压，压缩比10.5:1，使用D-4ST汽油多点喷射系统、多种油气缸冷却系统、大直径排气阀和半动进气阀。输出马力为192—200 kW（257—268 hp；261—272 PS），即每气缸升数118.7—123.6 kW（159—166 hp；161—168 PS），使得此款引擎成为马力数最大的三缸引擎。 
此引擎也是丰田旗下升功率最大的引擎，超过了升功率95.6 kW（128 hp；130 PS）（总功率191 kW（256 hp；260 PS））的2.0升3S-GTE，该引擎装备在丰田ST246 Caldina GT-Four。
应用于:
- 2020–今 丰田GR Yaris (GXPA16)

## 参加
- 丰田Dynamic Force引擎
- 丰田引擎列表